# Larisa Alaverdian
Larisa Alaverdian (en arménien : Լարիսա Ալավերդյան), née le 21 septembre 1943 à Bakou en Azerbaïdjan, est une pédagogue et femme politique arménienne. 
Elle a été la première défenseuse des droits de l'homme d'Arménie (médiatrice), de 2004 à 2006. Elle a été ensuite membre de l'Assemblée nationale arménienne de 2007 à 2012, et a dirigé le groupe parlementaire du parti fondateur du Parlement  entre 2009 et 2012.

## Biographie
Larisa Alaverdian est née le 21 septembre 1943 à Bakou, qui fait aujourd'hui partie de la République d'Azerbaïdjan. 

### Formation, enseignante
Elle a poursuivi des études pour devenir enseignante. Après avoir obtenu son diplôme de l'université pédagogique d'État d'Azerbaïdjan en 1966, elle a commencé son activité d'enseignement en tant que professeur de mathématiques et de dessin. De 1966 à 1967, elle a été professeur de mathématiques dans une école secondaire rurale.
Larisa Alaverdian déménage en 1968 pour s'établir à Erevan. Elle y œuvre de 1968 à 1991 pour diverses institutions de recherche.

### Opérations de rapatriement
Larisa Alaverdian est de 1991 à 1995 la principale experte de la Commission spéciale du Conseil suprême d'Arménie pour les questions liées au Haut-Karabagh. Dans la même période, elle aide à la création du centre de réhabilitation du Caucase du Sud pour les victimes de la violence organisée et dirige l'ONG Against Legal Arbitrariness. Elle recherche les otages et les disparus, coordonne les opérations d'assistance, les modalités juridiques, de réadaptation médico-psychologique et d'assistance juridique. Environ 1 800 personnes peuvent être ainsi libérées et rapatriées, dot plusieurs dizaines d'enfants,.
Elle est directrice de l'Institut de droit et de politique de l'université russo-arménienne, où elle enseigne depuis 2002.

### Défenseuse des droits de l'homme
Le bureau du défenseur des droits de l'homme, ou médiateur, de l'Arménie a été créé par la loi en octobre 2003. Le 19 février 2004, Larisa Alaverdian a été nommée à ce poste par décret présidentiel. Elle a pris officiellement ses fonctions le 1er mars 2004. Elle occupe ces fonctions jusqu'en 2006.
Pendant son mandat  de défenseur des droits, elle publie son premier rapport annuel de 2004, rendu public au printemps 2005, sur les atteintes aux droits de l'homme dues aux autorités arméniennes, notamment à propos de la répression des manifestations d'opposants en 2004 ; ses bureaux sont perquisitionnés peu après la publication de ce rapport, et ses ordinateurs confisqués temporairement. 
Elle se plaint de la diminution de ses prérogatives. Elle écrit en septembre 2005 un autre rapport sur des expulsions et des destructions de maisons, qu'elle estime non constitutionnelles. Ses attributions sont encore restreintes, et elle démissionne. Elle proteste ensuite contre l'interdiction qui lui est faite de continuer ses fonctions par intérim jusqu'à la nomination de son successeur.

### Autres responsabilités
Depuis 2006, elle est directrice exécutive de l'organisation non gouvernementale « Contre la violation de la loi ».
Elle est élue à l'Assemblée nationale arménienne en 2007. Elle participe à la commission coopérative parlementaire entre l'Union européenne et l'Arménie lors de la 10e session, du 24 au 26 novembre 2008.